# 大光学校
大光学校，位于中国广东省揭阳市揭西县河婆镇，为揭西县的一个县级文物保护单位，类型为近现代重要史迹及代表性建筑，公布时间为1978年8月。
大光学校的历史年代为大革命时期。